# Mastrus clausus
Mastrus clausus là một loài tò vò trong họ Ichneumonidae.